# Megalomma coloratum
Megalomma coloratum är en ringmaskart som först beskrevs av Chamberlin 1919.  Megalomma coloratum ingår i släktet Megalomma och familjen Sabellidae. Inga underarter finns listade i Catalogue of Life.